# Sungai Kumai
Sungai Kumai är ett vattendrag i Indonesien. Det ligger i provinsen Kalimantan Tengah, i den västra delen av landet, 700 km nordost om huvudstaden Jakarta.